# Шалашников, Алексей Сергеевич
Алексей Сергеевич Шалашников (бел. Аляксей Сяргеевіч Шалашнікаў; род. 22 марта 2002, Гродно) — белорусский футболист, защитник гродненского «Немана». Выступает на правах аренды в «Сморгони».

## Карьера

### БАТЭ

#### Начало карьеры
Воспитанник футбольной школы гродненского клуба «Белкард», где первым тренером футболиста был Владимир Павлович Семериков. Позже футболист поступил в «Академию АБФФ». В 2019 году футболист, выпустившись из академии, присоединился к борисовскому БАТЭ, что впоследствии вызвало негодование у гродненского «Немана», который имел первоочередное право на подписание футболиста. В борисовском клубе футболист выступал только лишь за дублирующий состав.

#### Аренда в «Ислочь»
В феврале 2021 года футболист на правах арендного соглашения присоединился к «Ислочи» до конца сезона. Дебютировал за клуб футболист 6 марта 2021 года в четвертьфинальном матче Кубка Беларуси против столичного «Минска», выйдя на поле в стартовом составе. Дебютный матч в чемпионате футболист сыграл 12 марта 2021 года против мозырской «Славии», выйдя на поле в стартовом составе. Вместе с клубом футболист стал серебряным призёром Кубка Беларуси, где в финале 23 мая 2021 года уступили борисовскому БАТЭ. На протяжении сезона футболист был в клубе одним из основных игроков. В феврале 2022 года было объявлено о том, что минский клуб продлил аренду футболиста ещё на один сезон, однако уже в марте покинул клуб.

#### Аренда в «Неман» Гродно
В марте 2022 года футболист на правах арендного соглашения присоединился к гродненскому «Неману» до конца сезона. Новый сезон футболист начинал на скамейке запасных. Дебютировал за клуб футболист 8 мая 2022 года в матче против столичного «Минска», выйдя на поле в стартовом составе. На протяжении сезона футболист выступал как один из основных игроком гродненского клуба, так и некоторый период оставался на скамейке запасных, результативными действиями не отличившись. По итогу сезона футболист вместе с клубом завершил чемпионат на итоговом девятом месте. По окончании срока арендного соглашения в декабре 2022 года футболист покинул гродненский клуб.

#### Аренда в «Славию-Мозырь»
В начале января 2023 года в пресс-службе борисовского клуба сообщили, что футболист продолжи карьеру в составе мозырской "Славии на правах арендного соглашения. Вскоре футболист официально присоединился к мозырскому клубу на правах арендного соглашения до конца сезона. Дебютировал за клуб футболист 12 марта 2023 года в ответном четвертьфинальном матче Кубка Беларуси против «Слуцка», выйдя на замену на 83 минуте. Первый матч в чемпионате футболист сыграл 17 марта 2023 года против «Минска», выйдя на поле в стартовом составе. Однако затем футболист получил серьёзную травму и выбыл из распоряжения клуба. В июле 2023 года появилась информация, что футболист покинул мозырский клуб.

### «Неман» Гродно

#### Аренда в «Сморгонь»
В январе 2024 года начал подготовку к сезону с основой борисовского БАТЭ. В феврале 2024 года появилась информация, что футболист близок к возвращению в гродненский «Неман». В марте 2024 года покинул борисовский БАТЭ, расторгнув контракт по соглашению сторон. В марте 2024 года официально присоединился к гродненскому «Неману» на полноценной основе, подписав двухлетний контракт. В конце марта 2024 года на правах аренды присоединился к «Сморгони» до конца сезона. Дебютировал за клуб 29 марта 2024 года в матче против брестского «Динамо», выйдя на замену на 40-й минуте.

## Международная карьера
В 2017 году выступал в юношеской сборной Беларуси до 16 лет. В августе 2018 года был вызван в юношескую сборную Беларуси до 17 лет, за которую дебютировал в товарищеском матче против сверстников из Израиля. В октябре 2018 года был вызван в сборную для участия в квалификационных матчах к юношескому чемпионату Европы до 17 лет. В первом матче 10 октября 2018 года против Уэльса отличился забитым голом. В августе 2019 года вызывался в юношескую сборную Беларуси до 19 лет. В сентябре 2021 года был вызван в молодёжную сборную Беларуси.

## Достижения
«Неман» Гродно
- Обладатель Кубка Беларуси: 2024/25